# Dissotrocha decembullata
Dissotrocha decembullata is een raderdiertjessoort uit de familie Philodinidae. De wetenschappelijke naam van deze soort is voor het eerst geldig gepubliceerd in 1996 door Koste.